# 托布拉赫普方山

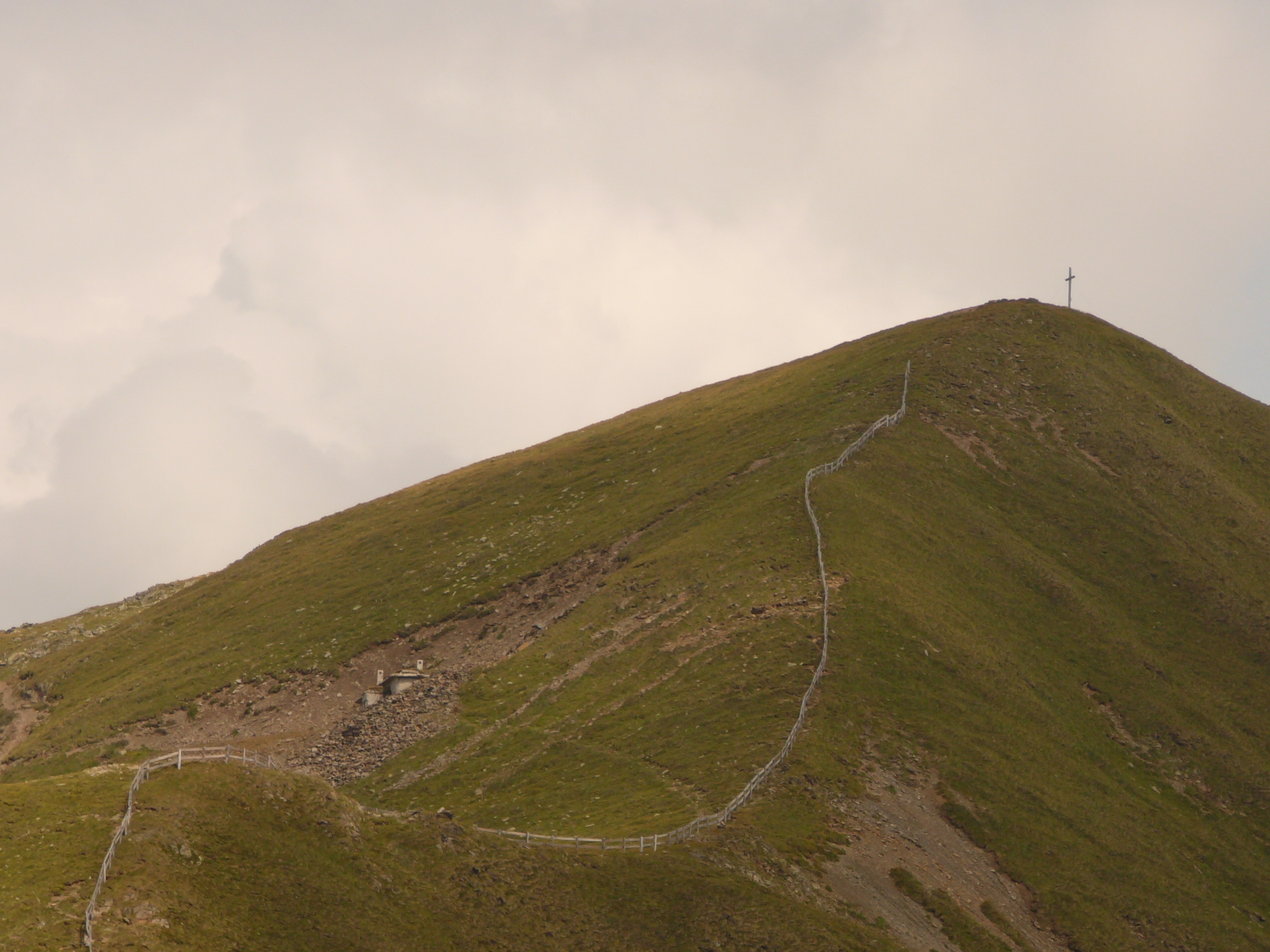

46°46′58″N 12°17′04″E / 46.7829°N 12.284431°E
托布拉赫普方山（德語：Toblacher Pfannhorn），是中歐的山峰，位於奧地利和意大利接壤的邊境，屬於維爾格拉滕山脈的一部分，海拔高度2,663米，每年平均降雨量1,874毫米。